# ان‌جی‌سی ۱۲۳۴
ان‌جی‌سی ۱۲۳۴ (انگلیسی: NGC 1234) نام یک کهکشان در صورت فلکی جوی است.